# 邵猷
邵猷（1440年—？），字陳之，浙江嚴州府淳安縣人，軍籍。明朝政治人物。進士出身。

## 生平
成化四年（1468年）戊子科浙江鄉試第四十六名。成化五年（1469年）乙丑科會試第九名，殿試登進士第三甲第二十九名。官知縣。

## 家族
曾祖邵富。祖父邵郁。父亲邵楷。